# Thomas Scrubb
Thomas Ryan Scrubb (Richmond, 26 settembre 1991) è un cestista canadese con cittadinanza britannica, professionista in Europa..

## Biografia
Ha un fratello minore Philip Scrubb anch'egli cestista.

## Carriera
Con il Canada ha disputato i Campionati mondiali del 2019.

## Palmarès
- All-CEBL First Team (2020)